# SNH48
 (mai 2021).
SNH48 (pour Shanghai48, prononcé à l'anglaise) est un groupe féminin de C-pop basé à Shanghai, créé en 2012, par Yasushi Akimoto sur le modèle du groupe japonais AKB48, après ses groupes-sœurs étrangers et similaires: JKT48 créé l'année précédente pour l'Indonésie puis TPE48 pour Taïwan.
Après les formations de groupes sœurs de SNH48, le groupe n'est désormais plus affilié à AKB48 à partir de juin 2016.

## Biographie
38 000 candidates s'inscrivent sur le site officiel à l'été 2012 pour participer aux auditions, et les membres sélectionnées donneront leur premier concert en décembre.
Les 26 membres de la première génération de SNH48 ont été annoncés le 15 octobre. Rejoignent Sae Miyazawa et Mariya Suzuki toutes les deux d'origine japonaise et qui participent actuellement à un programme de transfert temporaire à l'étranger d'AKB48.

### 2012
Le 21 avril, AKS Co., Ltd (株式会社 AKS) et Ninestyle (en chinois : 上海久尚时尚集团) ont annoncé conjointement la création d'SNH48. Le 24 août, AKB48 a annoncé le transfert de Sae Miyazawa et Mariya Suzuki chez SNH48, au spectacle AKB48 au Tokyo Dome ~ 1830m no Yume ~.
Le 14 octobre, 26 membres de la première génération sont annoncées. Le 27 octobre, le SNH48 Theater de Shanghai a commencé sa construction. Le 21 décembre, deux  membres, Hu MeiTing, Yu TingEr quittent le groupe.

### 2013
Le 12 janvier SNH48 a fait ses débuts dans le spectacle Give Me Power!, avec 16 membres choisies sur la scène, chantant la version chinoise de Heavy Rotation, River et Ponytail à Shushu.
Le 31 mars, SNH48 a annoncé sa nouvelle chanson Let's Become Cherry Blossom Trees(en chinois;化作 樱花树; Pinyin: Hua Zuo Yinghua Shu), une version chinoise de la chanson d'AKB48 intitulé Sakura no Ki ni Naro. Le 17 avril, 18 membres officielles sont choisies parmi les membres de la 1re génération, et 6 autres membres de cette dernière sont choisies en tant que stagiaires. Le 30 avril, SNH48 participe au deuxième événement majeur "2013 Shanghai Strawberry Music Festival". Le 2 mai, 2 membres He Yichen et Wang Feisi, quittent le groupe. Le 25 mai, SHN48 s'est tenu à l'exposition "Blooming for You" à Shanghai. Le 13 juin, le groupe sort son premier EP Heavy Rotation (en chinois : 无尽 旋转, pinyin: Wujin Xuánzhuǎn). Cet EP se comprend les 3 chansons traduites du japonais mandarin, y compris Heavy Rotation, River (en chinois : 激流之战, pinyin: Jīliú Zhi Zhàn) et "Let's Become Cherry Blossom Trees" (chinois : 化作 樱花 树, pinyin : Hua Zuo Yinghua Shu).
Le 22 juin, la première représentation d'outre-mer dans le Singapour au "Collection Asia Style" a eu lieu avec AKB48,. Le 2 juillet, il est annoncé que le tournage de MV pour leur nouvelle chanson "Flying Get" aura lieu, et que la chanson sera une version traduite en chinois de la chanson-titre d'AKB48. Le MV sera filmé dans le Shanghai World Financial Center et les fans sont invités à se joindre au tournage si elles portent un  T-shirt "Flying Get" d'SNH48 ce jour-là. Le 29 juillet, MV a sorti pour leur prochain single Ponytail to Shushu (en chinois :马尾 与 发 圈, pinyin: Mǎwěi yǔ fā Quan).

### 2014 et 2015
- Le 8 janvier, selon le site officiel, Xu Yanyu a été virée du groupe .
- Le 31 janvier, a tenu un concert au Shanghai Indoor Stadium intitulé «SNH48 Request Time BEST 30».
- Le 18 mars, l'audition des membres de la 5e génération a débuté ; 24 membres se sont rendus à Saipan , États-Unis pour avoir filé leur dernière vidéo musicale.
- Le 28 mars, est sorti le 7e single "After Rain"
- Le 20 mai, la période de scrutin du SNH48 Senbatsu "élections générales" 2015 a commencé.
- Le 22 juin, la première édition du documentaire pour SNH48 a montré au public au théâtre SNH48[13].
- Le 25 juillet, les résultats de l'élection de SNH48 à Senbatsu révélés à Mercedes-Benz Arena, à Shanghai, en Chine. Zhao Jiamin a remporté le titre pour la première fois.
- Le 31 octobre, pour la toute première fois, le groupe a présenté son premier défilé de mode - "SNH48 Fashion Awards"  au Redtown dans le centre de Shanghai.
- Le 18 novembre, il a été annoncé que les 36 membres de la cinquième génération seront divisés en équipes A et B de la première étape du 4 décembre.
- Le 4 décembre, l'équipe XII, composée des membres de la cinquième génération, a commencé sa première étape, "Theatre no Megami".
- Le 22 décembre, il a été annoncé que les membres de l'équipe XII occuperaient des postes concurrents avec les équipes SII, NII, HII et X.
- Le 26 décembre, a tenu un concert au stade Indoor de Shanghai intitulé «SNH48 Request Time BEST 30 (2e édition)».
- Le 28 décembre, a publié son 10e EP, "New Year's Bell".

### 2016
En juin 2016, il est annoncé que SNH48 n'est plus un groupe affilié à AKB48. Après avoir rencontré un grand succès en Chine depuis ses débuts en 2012, trois nouveaux groupes sœurs de SHN48 ont vu le jour cette année : les BEJ48 (pour Beijing48), les GNZ48 (pour Guangzhou48) et les SHY48 (pour Shenyang48).

### 2017
- Le 7 janvier, a eu lieu le "SNH48 Request Time BEST 50 (3e édition)
- Le 12 janvier, a eu lieu le concert pour fêter le 4e Anniversaire du SNH48
- Le 17 mars, le 15e single "Bici de Weilai" est sorti
- Le 19 mai,  le 16e single , "Summer Pirates" est sorti
- Le 2 juin, a eu lieu la cérémonie du lancement de la quatrième élection générale de SNH48, dans laquelle un groupe sœur, CKG48, a été annoncé

## Membres

### Membres actuelles

#### Team SII
| Nom et Prénom | Simplifié (Jiǎntǐzì) | Traditionnel (Fántǐzì) | Date de Naissance | Âge    | Remarques                          |
| ------------- | -------------------- | ---------------------- | ----------------- | ------ | ---------------------------------- |
| Chen Guanhui  | 陈观慧               | 陳觀慧                 | 28 août 1993      | 31 ans |                                    |
| Cheng Jue     | 成珏                 | 成珏                   | 3 janvier 1996    | 29 ans |                                    |
| Chen Si       | 陈思                 | 陳思                   | 14 septembre 1991 | 33 ans |                                    |
| Dai Meng      | 戴萌                 | 戴萌                   | 8 février 1993    | 32 ans | Captaine                           |
| Feng Xiaofei  | 冯晓菲               | 馮曉菲                 | 17 octobre 1995   | 29 ans | Double position dans la Team X     |
| Jiang Yun     | 蒋芸                 | 蔣芸                   | 27 mars 1992      | 32 ans |                                    |
| Kong Xiaoyin  | 孔肖吟               | 孔肖吟                 | 11 avril 1992     | 32 ans |                                    |
| Lü Yi         | 吕一                 | 吕一                   | 27 juin 1997      | 27 ans |                                    |
| Li Yuqi       | 李宇琪               | 李宇琪                 | 26 février 1993   | 32 ans |                                    |
| Mo Han        | 莫寒                 | 莫寒                   | 7 janvier 1992    | 33 ans | Vice-captaine                      |
| Qian Beiting  | 钱蓓婷               | 錢蓓婷                 | 7 mai 1995        | 29 ans |                                    |
| Qiu Xinyi     | 邱欣怡               | 邱欣怡                 | 11 janvier 1997   | 28 ans |                                    |
| Sun Rui       | 孙芮                 | 孫芮                   | 29 juillet 1995   | 29 ans |                                    |
| Shen Zhilin   | 沈之琳               | 沈之琳                 | 26 novembre 1994  | 30 ans |                                    |
| Wen Jingjie   | 温晶婕               | 溫晶婕                 | 15 mars 1997      | 27 ans |                                    |
| Wu Zhehan     | 吴哲晗               | 吳哲晗                 | 26 août 1995      | 29 ans |                                    |
| Xu Chenchen   | 徐晨辰               | 徐晨辰                 | 20 juin 1990      | 34 ans |                                    |
| Xu Jiaqi      | 许佳琪               | 許佳琪                 | 13 août 1995      | 29 ans |                                    |
| Xu Zixuan     | 徐子轩               | 徐子軒                 | 30 mars 1998      | 26 ans |                                    |
| Yuan Danni    | 袁丹妮               | 袁丹妮                 | 7 août 1994       | 30 ans | Double position dans la Team HII   |
| Yuan Yuzhen   | 袁雨桢               | 袁雨楨                 | 10 janvier 1998   | 27 ans |                                    |
| Zhao Jiamin   | 赵嘉敏               | 趙嘉敏                 | 22 juillet 1998   | 26 ans | En pause depuis le 30 juillet 2016 |
| Zhao Ye       | 赵晔                 | 趙曄                   | 28 août 1995      | 29 ans |                                    |
| Zhang Yuge    | 张语格               | 張語格                 | 11 mai 1996       | 28 ans |                                    |

#### Team NII
| Nom et Prénom  | Simplifié (Jiǎntǐzì) | Traditionnel (Fántǐzì) | Date de Naissance | Âge    | Remarques                                                                        |
| -------------- | -------------------- | ---------------------- | ----------------- | ------ | -------------------------------------------------------------------------------- |
| Chen Jiaying   | 陈佳莹               | 陳佳瑩                 | 12 juillet 1993   | 31 ans |                                                                                  |
| Chen Wenyan    | 陈问言               | 陳問言                 | 27 janvier 1994   | 31 ans |                                                                                  |
| Dong Yanyun    | 董艳芸               | 董艷芸                 | 24 février 1993   | 32 ans | En pause depuis le 30 juillet 2016                                               |
| Feng Xinduo    | 冯薪朵               | 馮薪朵                 | 24 janvier 1993   | 33 ans | Captaine                                                                         |
| Gong Shiqi     | 龚诗淇               | 龔詩淇                 | 5 mai 1998        | 26 ans |                                                                                  |
| Huang Tingting | 黄婷婷               | 黃婷婷                 | 8 septembre 1992  | 32 ans | Vice-captaine                                                                    |
| Huang Tongyang | 黄彤扬               | 黃彤揚                 | 28 janvier 1996   | 29 ans |                                                                                  |
| He Xiaoyu      | 何晓玉               | 何曉玉                 | 31 octobre 1992   | 32 ans |                                                                                  |
| Ju Jingyi      | 鞠婧祎               | 鞠婧禕                 | 18 juin 1994      | 30 ans |                                                                                  |
| Jin YingYue    |                      |                        | 26 mai 1996       | 28 ans |                                                                                  |
| Jiang Zhenyi   | 江真仪               | 江真儀                 | 8 février 2001    | 24 ans |                                                                                  |
| Jin Yingyue    | 金莹玥               | 金瑩玥                 | 27 mai 1996       | 28ans  |                                                                                  |
| Liu Juzi       | 刘菊子               | 劉菊子                 | 12 décembre 1998  | 26 ans |                                                                                  |
| Lin Siyi       | 林思意               | 林思意                 | 5 avril 1994      | 30 ans |                                                                                  |
| Lu Ting        | 陆婷                 | 陸婷                   | 18 décembre 1992  | 32 ans |                                                                                  |
| Liu Ying       | 刘瀛                 | 劉瀛                   | 8 février 1999    | 26 ans |                                                                                  |
| Li Yitong      | 李艺彤               | 李藝彤                 | 23 décembre 1995  | 29 ans |                                                                                  |
| Meng Yue       | 孟玥                 | 孟玥                   | 13 juin 1994      | 30 ans | En pause depuis le 30 juillet 2016                                               |
| Tang Anqi      | 唐安琪               | 唐安琪                 | 7 septembre 1992  | 32 ans | Souffre d'une brûlure sévère le 1er mars 2016 En pause depuis le 25 octobre 2016 |
| Wan Lina       | 万丽娜               | 萬麗娜                 | 2 octobre 1997    | 27 ans |                                                                                  |
| Xu Yi          | 许逸                 | 許逸                   | 7 octobre 1995    | 29ans  |                                                                                  |
| Xu Zhen        | 徐真                 | 徐真                   | 23 mars 2001      | 23 ans |                                                                                  |
| Yi Jiaai       | 易嘉爱               | 易嘉愛                 | 7 juin 1995       | 29 ans |                                                                                  |
| Zhao Yue       | 赵粤                 | 趙粤                   | 29 avril 1995     | 29 ans |                                                                                  |
| Zhou Yi        | 周怡                 | 周怡                   | 13 juin 1993      | 31 ans |                                                                                  |
| Zeng Yanfen    | 曾艳芬               | 曾艷芬                 | 30 janvier 1991   | 34 ans |                                                                                  |
| Zhang Yameng   | 张雅梦               | 張雅夢                 | 21 avril 1996     | 28ans  |                                                                                  |
| Zhang Yuxin    | 张雨鑫               | 張雨鑫                 | 1er mars 1994     | 31 ans |                                                                                  |

### Team HII
| Nom et prénom | Simplifié (Jiǎntǐzì) | Traditionnel (Fántǐzì) | Date de naissance | Âge    | Remarques                           |
| ------------- | -------------------- | ---------------------- | ----------------- | ------ | ----------------------------------- |
| Chen Yixin    | 陈怡馨               | 陳怡馨                 | 3 janvier 1996    | 29 ans | En pause depuis le 13 décembre 2016 |
| Guo Qianyun   | 郭倩芸               | 郭倩芸                 | 4 avril 1997      | 27 ans |                                     |
| Hao Wanqing   | 郝婉晴               | 郝婉晴                 | 1er novembre 1993 | 31 ans |                                     |
| Li Qingyang   | 李清扬               | 李清揚                 | 16 juin 1997      | 27 ans |                                     |
| Lin Nan       | 林楠                 | 林楠                   | 23 juin 1994      | 30ans  |                                     |
| Liu Jiongran  | 刘炅然               | 劉炅然                 | 2 septembre 1994  | 30 ans |                                     |
| Liu Peixin    | 刘佩鑫               | 劉佩鑫                 | 11 janvier 1996   | 29 ans |                                     |
| Wang Baishuo  | 王柏硕               | 王柏碩                 | 12 décembre 1997  | 27 ans |                                     |
| Wu Yanwen     | 吴燕文               | 吳燕文                 | 18 octobre 1994   | 30 ans | Captaine                            |
| Xie Ni        | 谢妮                 | 謝妮                   | 12 février 2000   | 25 ans |                                     |
| Xu Han        | 徐晗                 | 徐晗                   | 15 janvier 1993   | 32 ans |                                     |
| Xuyang Yuzhuo | 许杨玉琢             | 許楊玉琢               | 25 septembre 1995 | 29 ans |                                     |
| Xu Yiren      | 徐伊人               | 徐伊人                 | 20 février 1996   | 29 ans |                                     |
| Yang Huiting  | 杨惠婷               | 楊惠婷                 | 8 avril 1998      | 26 ans |                                     |
| Yuan Danni    | 袁丹妮               | 袁丹妮                 | 7 août 1994       | 30 ans | Double position dans la Team SII    |
| Zhang Xin     | 张昕                 | 張昕                   | 19 octobre 1995   | 29 ans | Vice-Captaine                       |
| Shen Mengyao  | 沈梦瑶               | 沈夢瑶                 | 14 août 1998      | 26 ans |                                     |
| Wang Lujiao   | 王露皎               | 王露皎                 | 17 février 1995   | 30 ans |                                     |
| Yuan Hang     | 袁航                 | 袁航                   | 20 mai 1996       | 28 ans |                                     |
| Sun Zhenni    | 孙珍妮               | 孫珍妮                 | 5 mai 2000        | 24 ans |                                     |
| Yuan Yiqi     | 袁一琦               | 袁一琦                 | 19 mars 2000      | 24 ans |                                     |
| Guo Qianyun   | 郭倩芸               | 郭倩芸                 | 4 avril 1997      | 27 ans |                                     |
| Wen Wen       | 文文                 | 文文                   | 31 mai 1995       | 29 ans |                                     |
| Zhao Mengting | 赵梦婷               | 趙夢婷                 | 6 juin            |        |                                     |

### Team X
| Nom et prénom | Simplifié (Jiǎntǐzì) | Traditionnel (Fántǐzì) | Date de naissance | Âge    | Remarques                        |
| ------------- | -------------------- | ---------------------- | ----------------- | ------ | -------------------------------- |
| Chen Lin      | 陈琳                 | 陳琳                   | 23 juillet 1998   | 26 ans |                                  |
| Feng XiaoFei  | 冯晓菲               | 馮曉菲                 | 17 octobre 1995   | 29 ans | Double position dans la Team SII |
| Li Jing       | 李晶                 | 李晶                   | 7 juin 1995       | 29 ans | Captaine                         |
| Lin YiNing    | 林忆宁               | 林憶寧                 | 17 juillet 2000   | 24 ans |                                  |
| Li Zhao       | 李钊                 | 李釗                   | 23 mai 1997       | 26 ans |                                  |
| Qi Jing       | 祁静                 | 祁靜                   | 7 juillet 1998    | 26 ans |                                  |
| Shao XueCong  | 邵雪聪               | 邵雪聰                 | 28 août 1996      | 28 ans |                                  |
| Song XinRan   | 宋昕冉               | 宋昕冉                 | 8 juillet 1997    | 27ans  |                                  |
| Sun XinWen    | 孙歆文               | 孙歆文                 | 4 novembre 1995   | 30 ans |                                  |
| Wang JiaLing  | 汪佳翎               | 汪佳翎                 | 13 juillet 1999   | 25 ans |                                  |
| Wang Shu      | 汪束                 | 汪束                   | 8 mai 1997        | 27 ans |                                  |
| Wang XiaoJia  | 王晓佳               | 王晓佳                 | 31 mai 1993       | 31 ans |                                  |
| Xie TianYi    | 謝天依               | 謝天依                 | 24 juin 1998      | 26 ans |                                  |
| Yang BingYi   | 楊冰怡               | 楊冰怡                 | 26 juillet 2000   | 24ans  |                                  |
| Yao YiChun    | 姚 禕 純             | 姚 祎 纯               | 28 avril 2000     | 24ans  |                                  |
| Yang YunYu    | 杨 韫 玉             | 杨韫玉                 | 15 septembre 1995 | 29ans  |                                  |
| Zhang DanSan  | 張丹 三              | 張丹 三                | 28 avril 1997     | 29ans  |                                  |
| Zhang JiaYu   | 杨冰怡               | 張嘉 予                | 15 juin 2001      | 23 ans |                                  |

### Team XII
| Nom et prénom | Simplifié (Jiǎntǐzì) | Traditionnel (Fántǐzì) | Date de naissance | Âge    | Remarques                      |
| ------------- | -------------------- | ---------------------- | ----------------- | ------ | ------------------------------ |
| Chen Yin      | 陈音                 | 陳音                   | 5 décembre 1999   | 25 ans | En pause depuis 18 avril 2017  |
| Chen YunLing  | 陈韫凌               | 陳韞凌                 | 13 décembre 1997  | 27 ans |                                |
| Fei Qinyuan   | 费沁源               | 費沁源                 | 20 mars 2001      | 23 ans |                                |
| Hong Peiyun   | 洪珮云               | 洪珮雲                 | 7 janvier 2001    | 24 ans |                                |
| Jiang Shan    | 姜杉                 | 姜杉                   | 6 octobre 1995    | 29 ans |                                |
| Jiang Shuting | 蒋舒婷               | 蔣舒婷                 | 18 juin 2002      | 22 ans |                                |
| Li Jiaen      | 李佳恩               | 李佳恩                 | 7 juin 2000       | 24 ans |                                |
| Lü Mengying   | 吕梦莹               | 呂夢瑩                 | 28 juillet 2000   | 24 ans |                                |
| Lin Xinyuan   | 林歆源               | 林歆源                 | 2 juin            |        |                                |
| Liu Zengyan   | 刘增艳               | 劉增豔                 | 31 août 1996      | 28 ans |                                |
| Pan Yingqi    | 潘瑛琪               | 潘瑛琪                 | 27 septembre 1999 | 25 ans |                                |
| Song Yushan   | 宋雨珊               | 宋雨珊                 | 14 juin 1999      | 25 ans |                                |
| Tao Boer      | 陶波尔               | 陶波爾                 | 20 juin 1998      | 26 ans |                                |
| Xu Shiqi      | 徐诗琪               | 徐詩琪                 | 10 décembre 1998  | 26 ans |                                |
| Yan Jiaojun   | 严佼君               | 嚴佼君                 | 29 avril 1995     | 29 ans |                                |
| Yu Jiayi      | 於佳怡               | 於佳怡                 | 29 octobre 1998   | 26 ans |                                |
| Zou Jiajia    | 邹佳佳               | 鄒佳佳                 | 28 octobre 1998   | 26ans  | En pause depuis le 19 mai 2017 |
| Zhang Wenjing | 张文静               | 張文靜                 | 14 janvier 1998   | 27 ans |                                |
| Zeng Xiaowen  | 曾晓雯               | 曾曉雯                 | 25 mars 1998      | 26 ans |                                |
| Zhang Yi      | 张怡                 | 張怡                   | 22 juin 1994      | 30 ans | Captaine                       |

### Ex-membres
- Hu MeiTing (Graduée le 21 décembre 2012)
- Yu TingEr (Graduée le 21 décembre 2012)
- He YiChen (Graduée le 2 mai 2013)
- Wang FeiSi (Graduée le 3 mai 2013)
- Chen Li (Graduée le 18 août 2013)
- Jiang YuXi(Graduée le 18 août 2013)
- Yu HuiWen (Graduée le 18 août 2013)
- Zeng YuJia(Graduée le 18 août 2013)
- Zhang XinFang (Graduée le 19 août 2013)
- Ding ZiYan(Graduée le 6 octobre 2013)
- Yang HaiJin (Graduée le 6 novembre 2013)
- Wang YiJun (Graduée le 1er décembre 2013)
- Hu SiYi (Graduée le 8 février 2014 )
- Wang JiaLu (Graduée le 8 février 2014 )
- Yang YaRu (Graduée le 8 février 2014 )
- Chen JiaYao (Graduée le 15 février 2014 )
- Lu SiQin (Graduée le 19 février 2014 )
- Tang Min(Graduée le 2 avril 2014)
- Dong ZhiYi (Graduée le 2 avril 2014)
- Gu XiangJun (Graduée le 2 avril 2014)
- Li YiWen (Graduée le 22 août 2014)
- Kang Xin ( Graduée le 25 octobre 2014)
- Zhou QiuJun (Graduée le 25 octobre 2014)
- Zhou ShuYan (Graduée le 30 octobre 2014)
- Xu YanYu (Graduée en Novembre 2014)
- Zhang XiYin (Graduée le 25 novembre 2014)
- Zeng LinYu (Graduée le 25 novembre 2014)
- Liang HuiWen (Graduée le 25 décembre 2014)
- Han Meng ( Graduée le 25 décembre 2014)
- Gong XiaoHe (Graduée le 17 mars 2015)
- Zhang Jin(Graduée le 4 avril 2015)
- Yang YinYu (Graduée le 23 mai 2015)
- Sun JingYi(Graduée le 25 octobre 2015)
- Li Xuan (Graduée le 5 septembre 2015)
- Li DouDou (Graduée le 6 janvier 2016)
- Shi YuJie(Graduée le 2 février 2016)
- Miyazawa Sae (Graduée le 16 mars 2016)
- Liu ShiLei (Graduée le 26 mars 2016)
- Cheng WenLu (Graduée le 16 mai 2016)
- Deng YanQiuFei (Graduée le 14 août 2016)
- Qian Yi (Graduée le 14 août 2016)
- Liu LiWei (Graduée le 14 août 2016)
- Shen YueJiao (Graduée le 14 août 2016)
- Zhang YunWen (Graduée le 20 octobre 2016)
- Chen Yin (Graduée le 14 avril 2017)
- Luo Lan (Graduée le 13 juin 2017)
- Wang Lu (Graduée le 13 juin 2017)

### Albums
1. 10 mai 2014 - Mae Shika mukanee (一心向前; en chinois)

### Mini-albums
1. 13 juin 2013 : Heavy Rotation (无尽旋转; en mandarin)
2. 2 août 2013 : Flying Get (飞翔入手 ; en mandarin)
3. 25 novembre 2013 : Koi Suru Fortune Cookie (爱的幸运曲奇 ; en mandarin)
4. 12 mars 2014 : Heart Ereki (心电感应 ; en mandarin)
5. 12 octobre 2014 : UZA[14] (呜吒 ; en mandarin)
6. 15 janvier 2015 - GIVE ME FIVE! (青春的约定)
7. 28 mars 2015 - After Rain (雨季之后)
8. 15 mai 2015 - Manatsu no Sounds Good! (album) (盛夏好声音)
9. 12 octobre 2015 Halloween Night (万圣节之夜)
10. 26 décembre 2015 Night Butterfly[15] (夜蝶)
11. 28 décembre 2015 New Year's Bell (新年的钟声)
12. 31 mars 2016 Yuan Dongli (源动力)
13. 20 mai 2016 Dream Land (梦想岛)
14. 12 octobre 2016 Princess's Cloak (公主披風)
15. 20 décembre 2016Happy Wonder World (新年这一刻)
16. 17 mars 2017 Bici de Weilai (彼此的未來)
17. 19 mai 2017 Summer Pirates (夏日檸檬船)